# Bettina Feistel-Rohmeder
Bettina (Maria Hannchen) Feistel-Rohmeder (* 24. August 1873 in Heidenheim; † 3. Februar 1953 in Karlsruhe) war eine deutsche Malerin, Kunstkritikerin und NS-Kunstideologin.

## Leben
Bettina Rohmeder studierte Malerei in Dachau bei Adolf Hölzel und Ludwig Dill sowie an der Kunstgewerbeschule Stuttgart bei Johann Vincenz Cissarz und Bernhard Pankok. 1896 heiratete sie den Kaufmann Arthur Feistel. Von 1903 bis 1907 studierte sie zudem Kunstgeschichte bei Henry Thode in Heidelberg. 1909 gründete sie die „Mannheimer Werkstätten für Kunst und Handwerk“ und übersiedelte dann 1912 in die Schweiz.
Nach ihrer Rückkehr lebte sie in Dresden, wo sie 1920 zusammen mit dem Malereiprofessor Richard Müller die „Deutsche Kunstgesellschaft“ gründete, die aus dem völkischen und antisemitischen Deutschbund hervorging. 1927 folgte deren „Nachrichtendienst“, der bis 1938 erschien und Feistel-Rohmeders Sprachrohr war. Von 1932 bis 1934 fungierte sie als Hauptschriftleiterin der vierteljährlich erscheinenden Zeitschrift „Deutsche Bildkunst“, aus der 1934 – nach Übersiedlung der Deutschen Kunstgesellschaft nach Karlsruhe im November 1933 – die Zeitschrift „Das Bild“ hervorging, die bis 1944 im C. F. Müller Verlag erschien. 1951 versuchte Feistel-Rohmeder die Deutsche Kunstgesellschaft unter dem Namen „Deutsche Kunstgemeinschaft“ neu zu gründen.

## Werk
Feistel-Rohmeder war vom völkischen und antisemitischen Gedankengut ihres Vaters, eines Lehrers, geprägt. Thodes Abneigung gegenüber der zeitgenössischen und insbesondere der französischen Kunst wie dem Impressionismus prägten zudem ihr Kunstverständnis. Um 1905 wurde sie Kunstkritikerin des Heidelberger Tagblatts und stellte parallel im Heidelberger Kunstverein aus.
Bereits in ihrem ersten Buch über weibliche Patrizierinnen vertrat sie ein völkisch-rassisch geprägtes Menschenbild.
Die „Deutsche Kunstgesellschaft“, zu deren bekanntesten Mitgliedern Paul Schultze-Naumburg und Hans Adolf Bühler, der Schüler Hans Thomas, zählten, wurde zum Sammelbecken und Sprachrohr der nationalistisch-rassistischen Gegner jeglicher avantgardistischer Kunst. Man setzte sich hingegen für die „echte“ deutsche Kunst ein und diffamierte insbesondere den Expressionismus. Ihre Mitglieder organisierten daher auch die erste Ausstellung „entarteter Kunst“, mit der die Kunst der Moderne an den Pranger gestellt wurde. Mit ihrem Buch „Im Terror des Kunstbolschewismus“, einer Sammlung ihrer früheren Kunstkritiken, versuchte Feistel-Rohmeder, die in den Hierarchien des NS-Staates keine Karriere mehr machte, ihre Leistungen im Kampf gegen „undeutsche“ Kunst ins rechte Licht zu rücken.

## Werke
- Das Frauenbildnis in der venezianischen Renaissance. Leipzig: Friedrich Rothbarth 1905
- Im Terror des Kunstbolschewismus. Urkundensammlung des „Deutschen Kunstberichtes“ aus den Jahren 1927 – 33. Karlsruhe: Müller 1938